# Спурий Сервилий Структ
Спурий Сервилий Структ (на латински: Spurius Servilius Structus) e политик на Римската република през 4 век пр.н.е.
Произлиза от клон Структ на патрицииската фамилия Сервилии. През 368 пр.н.е. той е консулски военен трибун с още пет други колеги.